# Tokiga Masar Götaland
Tokiga Masar Götaland (TMG) är en supporterförening i södra Sverige till ishockeyföreningen Leksands IF. Den bildades 2001 då Leksands IF hade åkt ur elitserien för första gången på över 50 år. Då Leksands IF skulle spela i södra Allsvenskan och det fanns många supportrar till laget så insåg några engagerade personer att det behövdes organiserat stöd för att ta sitt favoritlag tillbaks till elitserien.
Den 1 juli 2001 hade Leksands IF fått sin tredje supporterförening och den första utanför hemorten. Redan första året lockade Tokiga Masar 348 medlemmar och arrangerade resor till nästan alla Leksands IF:s matcher i Götaland där föreningen fanns.
Under åren som gått har föreningen växt och arrangerat ett 15-tal resor varje säsong till LIF:s matcher. Varje säsong har man arrangerat en hockeyhelg till Leksand där medlemmarna fått träffa spelare och ledare från Leksands IF. Vid fyra tillfällen har TMG arrangerat Masinvasioner i Småland och Västergötland. Den första var i Jönköping den 6 januari 2004 då föreningen bokat upp alla 600 biljetter på bortastå som fanns på den tiden. Utöver detta kom ytterligare ca 200 leksandssupporters som ville stå och uppemot 1000 till som fanns på sittplats. 2007 var det andra tillfället som en småländsk stad invaderades av Tokiga Masar. Denna gång var det i Växjö med nästan 400 personer som kom till Växjö Ishall den 14 januari. Den 27 oktober 2007 var det dags för Borås att invaderas då Tokiga Masar hämtade ut över 700 biljetter för att inta västra läktaren i Borås Ishall. Väl inne i hallen fylldes ståplatsläktaren på västra långsidan till hälften av blåvita leksingar, dvs ca 1000 Leksandssupportrar. Hösten 2008 återupprepades Masinvasionen i Borås då nästan lika många Leksingar samlades på nytt i Borås Ishall.